# CSA Steaua de Bucarest
|  | Per a altres significats, vegeu «FC Steaua de Bucarest». |

El CSA Steaua de Bucarest és una entitat esportiva de la capital de Romania, Bucarest. El seu equip juga a la segona divisió romanesa de futbol.

## Història

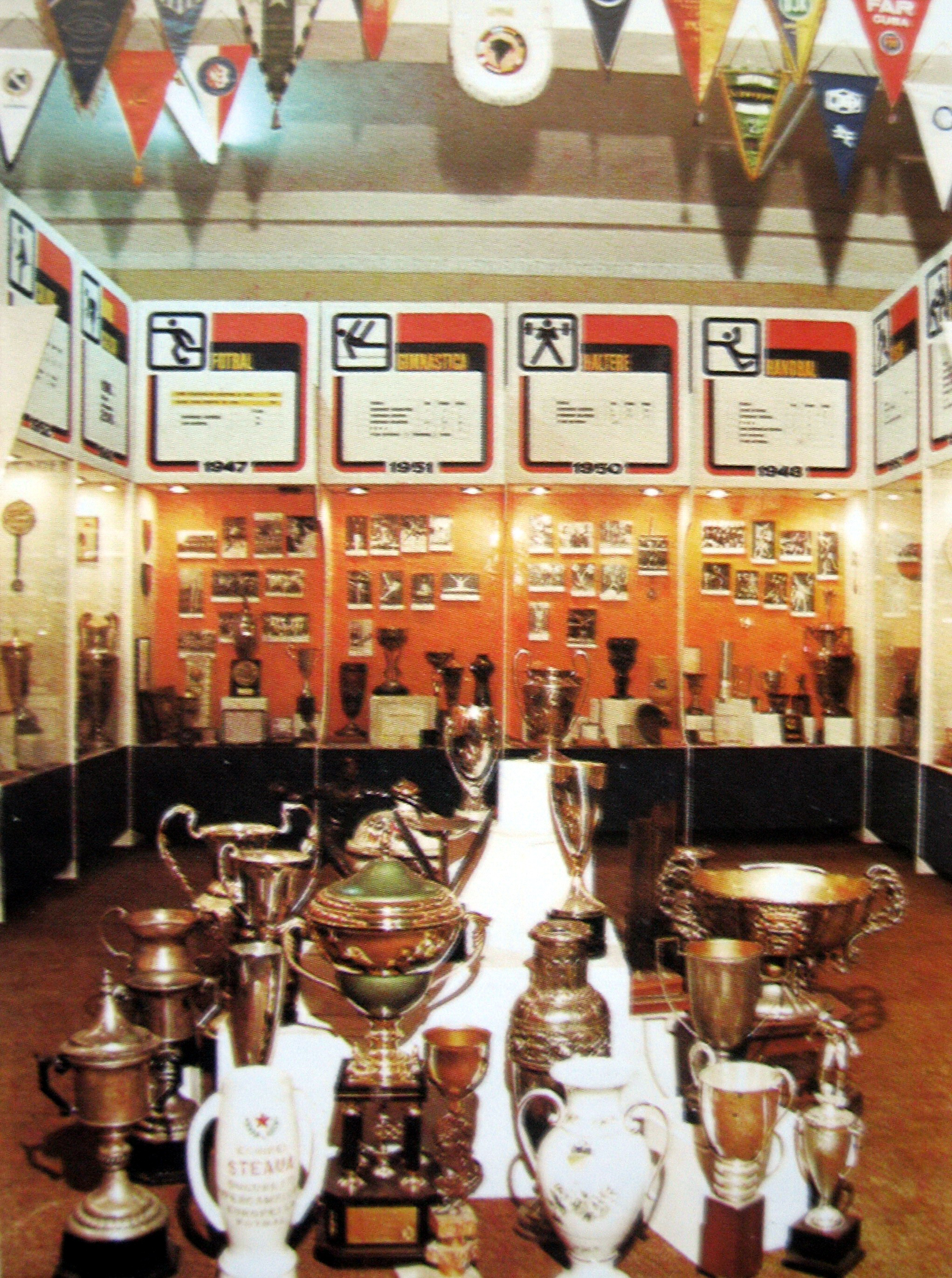
Sala de trofeus

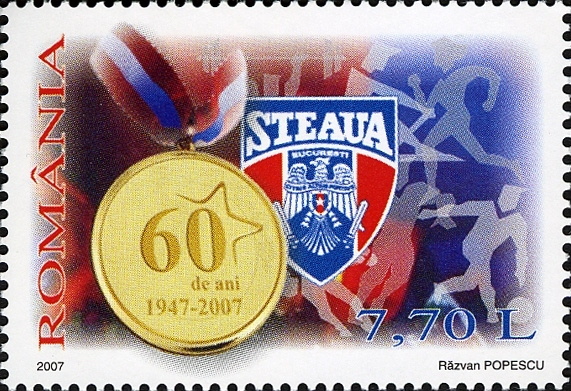
Segell del club, 2007

L'entitat esportiva del Steaua de Bucarest fou fundada el 7 de juny de 1947 segons una ordre del ministre de l'Exèrcit, Mihail Lascăr, amb el nom inicial d'Associació Esportiva de l'Armada (en romanès Asociaţia Sportivă a Armatei). El nou club de futbol fou inscrit a la Divisió A en lloc de l'equip Carmen Bucureşti, ja que aquesta entitat fou dissolta al considerar-la de caràcter burgès, ja que el seu patró era Ionel Mociorniţă, fill de l'industrial Dumitru Mociorniţă.
El primer entrenador del nou equip va ser Coloman Braun-Bogdan. Va canviar el seu nom posteriorment pel de Casa Central de l'Armada (en romanès Casa Centrală a Armatei), l'entitat va guanyar el primer campionat l'any 1951, sota la direcció de l'antic lloctinent dels primers fundadors de l'entitat Gheorghe Popescu I. Entre aquells anys i fins a la temporada 1960-61, la CCA va guanyar 5 títols de campionat de la Divisió A.
L'any 2003 la secció de futbol es separà del club creant el FC Steaua de Bucarest. Aleshores començà un litigi legal entre ambdues entitats que conclogué el 31 de març de 2017 quan l'alta cort de cassació i justícia vetà l'ús del nom històric Steaua per al club de futbol. Aquest mateix any, el CSA Steaua București creà la seva pròpia secció de futbol, essent Marius Lăcătuș el primer entrenador i ingressant a la Liga IV.

### Evolució del nom
- 1947: ASA Bucarest - Asociatia Sportiva a Armatei
- 1948: CSCA Bucarest - Clubul Sportiv Central al Armatei
- 1950: CCA Bucarest - Casa Centrala a Armatei
- 1961: CSA Steaua Bucarest - Clubul Sportiv al Armatei Steaua
- 2003: AFC Steaua Bucarest - Asociația Fotbal Club Steaua (nom de la secció de futbol)
- 2017: CSA Steaua Bucarest - Clubul Sportiv al Armatei Steaua

## Jugadors destacats
Des de fa molt de temps que una part importants dels més grans jugadors de futbol romanesos han jugat al FC Steaua de Bucarest. Jugadors com Anghel Iordănescu, Marcel Răducanu, Marius Lăcătuş o Gheorghe Hagi encara es troben a la memòria i l'ànima dels aficionats del Steaua, ja que van ser claus per fer d'aquest club el millor club de Romania. Aquests han d estat alguns dels grans jugadors que han jugat al FC Steaua de Bucarest:
- Marius Lăcătuş
- Miodrag Belodedici
- Ladislau (Loţi) Bölöni
- Helmuth Duckadam
- Gheorghe Hagi
- Adrian Ilie
- Anghel Iordănescu
- Gavrilă Pele Balint
- Dorinel Munteanu
- Dan Petrescu
- Ilie Dumitrescu
- Mirel Rădoi
- George Ogăraru

## Palmarès
- Campió Copa d'Europa de futbol
  - 1985/1986 - 7 de maig 1986 - FC Steaua de Bucarest vs. FC Barcelona - 0-0 (2-0 p.) - Estadi Sánchez Pizjuán, Sevilla
- Subcampió Copa d'Europa de futbol
  - 1988/1989 - AC Milan vs. FC Steaua de Bucarest - 4-0 - Estadi Camp Nou, Barcelona
- Semifinalista Copa d'Europa de futbol
  - 1986/1987 - FC Steaua de Bucarest vs. Sport Lisboa e Benfica - 0-0, 0-2
- Semifinalista Copa de la UEFA
  - 2005/2006 - FC Steaua de Bucarest vs. Middlesbrough FC - 1-0,2-4
- Campió Supercopa d'Europa de futbol
  - 1985/1986 - FC Steaua de Bucarest vs. Dinamo Kiev - 1-0 - Estadi Stade Louis II, Mònaco
- Subcampió Copa Intercontinental de futbol
  - 1985/1986 - FC Steaua de Bucarest vs. CA River Plate Buenos Aires - 0-1 - Estadi National Stadium, Tòquio
- Campió de la Lliga romanesa de futbol: 26
  - 1951, 1952, 1953, 1956, 1959-60, 1960-61, 1967-68, 1975-76, 1977-78, 1984-85, 1985-86, 1986-87, 1987-88, 1988-89, 1992-93, 1993-94, 1994-95, 1995-96, 1996-97, 1997-98, 2000-01, 2004-05, 2005-06, 2012-13, 2013-14, 2014-15
- Campió de la Copa de Romania: 20
  - 1948/1949; 1950/1951; 1951/1952; 1952/1953; 1955/1956; 1961/1962; 1965/1966; 1966/1967; 1968/1969; 1969/1970; 1970/1971;1975/1976; 1978/1979; 1984/1985; 1986/1987; 1988/1989; 1991/1992; 1995/1996; 1996/1997; 1998/1999;2010/11; 2014/15
- Campió de la Supercopa de Romania: 6
  - 1993/1994; 1994/1995; 1997/1998; 2000/2001; 2005/2006; 2013
- Campió de la Cupa Ligii: 2
  - 2014-2015 i 2015-2016

## Plantilla de la temporada 2015/2016
- Actualitzat el 17 de maig del 2016

| N. | Pos. | Nac. | Jugador                       |
| -- | ---- | --- | ----------------------------- |
| 1  | POR  | [[Fitxer:Flag of Romania.svg\|23x15px\|border \|alt=Romania\|link=Selecció de futbol de Romania\|{{#if:\|]]                | Florin Niță                   |
| 3  | DEF  | [[Fitxer:Flag of Romania.svg\|23x15px\|border \|alt=Romania\|link=Selecció de futbol de Romania\|{{#if:\|]]                | Paul Papp                     |
| 4  | DEF  | [[Fitxer:Flag of Moldova.svg\|23x15px\|border \|alt=República de Moldàvia\|link=Selecció de futbol de Moldàvia\|{{#if:\|]] | Cătălin Carp                  |
| 5  | MIG  | [[Fitxer:Flag of Algeria.svg\|23x15px\|border \|alt=Algèria\|link=Selecció de futbol d'Algèria\|{{#if:\|]]                 | Jugurtha Hamroun              |
| 6  | MIG  | [[Fitxer:Flag of Romania.svg\|23x15px\|border \|alt=Romania\|link=Selecció de futbol de Romania\|{{#if:\|]]                | Mihai Pintilii                |
| 7  | MIG  | [[Fitxer:Flag of Romania.svg\|23x15px\|border \|alt=Romania\|link=Selecció de futbol de Romania\|{{#if:\|]]                | Alexandru Chipciu (2n capità) |
| 8  | MIG  | [[Fitxer:Flag of Romania.svg\|23x15px\|border \|alt=Romania\|link=Selecció de futbol de Romania\|{{#if:\|]]                | Lucian Filip                  |
| 10 | MIG  | [[Fitxer:Flag of Romania.svg\|23x15px\|border \|alt=Romania\|link=Selecció de futbol de Romania\|{{#if:\|]]                | Nicolae Stanciu (3r capità)   |
| 11 | MIG  | [[Fitxer:Flag of Ghana.svg\|23x15px\|border \|alt=Ghana\|link=Selecció de futbol de Ghana\|{{#if:\|]]                      | Muniru Sulley                 |
| 12 | POR  | [[Fitxer:Flag of Romania.svg\|23x15px\|border \|alt=Romania\|link=Selecció de futbol de Romania\|{{#if:\|]]                | Valentin Cojocaru             |
| 13 | DEF  | [[Fitxer:Flag of Romania.svg\|23x15px\|border \|alt=Romania\|link=Selecció de futbol de Romania\|{{#if:\|]]                | Alin Toșca                    |
| 14 | MIG  | [[Fitxer:Flag of Morocco.svg\|23x15px\|border \|alt=Marroc\|link=Selecció de futbol del Marroc\|{{#if:\|]]                 | Houssine Kharja               |
| 15 | DEF  | [[Fitxer:Flag of Serbia.svg\|23x15px\|border \|alt=Sèrbia\|link=Selecció de futbol de Sèrbia\|{{#if:\|]]                   | Marko Momčilović              |

| N. | Pos. | Nac. | Jugador                  |
| -- | ---- | --- | ------------------------ |
| 18 | MIG  | [[Fitxer:Flag of Germany.svg\|23x15px\|border \|alt=Alemanya\|link=Selecció de futbol d'Alemanya\|{{#if:\|]]                    | Timo Gebhart             |
| 19 | MIG  | [[Fitxer:Flag of Romania.svg\|23x15px\|border \|alt=Romania\|link=Selecció de futbol de Romania\|{{#if:\|]]                     | Vlad Mihalcea            |
| 20 | DAV  | [[Fitxer:Flag of Jordan.svg\|23x15px\|border \|alt=Jordània\|link=Selecció de futbol de Jordània\|{{#if:\|]]                    | Tha'er Bawab             |
| 25 | DAV  | [[Fitxer:Flag of France (1794–1815, 1830–1974).svg\|23x15px\|border \|alt=França\|link=Selecció de futbol de França\|{{#if:\|]] | Grégory Tadé             |
| 27 | DAV  | [[Fitxer:Flag of Romania.svg\|23x15px\|border \|alt=Romania\|link=Selecció de futbol de Romania\|{{#if:\|]]                     | Cristian Onțel           |
| 30 | DEF  | [[Fitxer:Flag of Romania.svg\|23x15px\|border \|alt=Romania\|link=Selecció de futbol de Romania\|{{#if:\|]]                     | Gabriel Tamaș            |
| 33 | DEF  | [[Fitxer:Flag of Cape Verde.svg\|23x15px\|border \|alt=Cap Verd\|link=Selecció de futbol de Cap Verd\|{{#if:\|]]                | Fernando Varela (capità) |
| 44 | MIG  | [[Fitxer:Flag of Romania.svg\|23x15px\|border \|alt=Romania\|link=Selecció de futbol de Romania\|{{#if:\|]]                     | Gabriel Enache           |
| 55 | MIG  | [[Fitxer:Flag of Romania.svg\|23x15px\|border \|alt=Romania\|link=Selecció de futbol de Romania\|{{#if:\|]]                     | Alexandru Bourceanu      |
| 77 | MIG  | [[Fitxer:Flag of Romania.svg\|23x15px\|border \|alt=Romania\|link=Selecció de futbol de Romania\|{{#if:\|]]                     | Adrian Popa              |
| 95 | MIG  | [[Fitxer:Flag of Romania.svg\|23x15px\|border \|alt=Romania\|link=Selecció de futbol de Romania\|{{#if:\|]]                     | Doru Popadiuc            |
| 98 | POR  | [[Fitxer:Flag of Romania.svg\|23x15px\|border \|alt=Romania\|link=Selecció de futbol de Romania\|{{#if:\|]]                     | Ionuț Poiană             |

## Secció d'handbol
La secció d'handbol és una de les més populars junt amb la d'hoquei sobre gel, per radera de la de futbol. A nivell nacional ha guanyat en 27 ocasions la Lliga romanesa i en 7 la Copa. A nivell internacional ha guanyat la Copa d'Europa d'handbol de 1968 i 1977, així com la Copa Challenge d'handbol de 2006, essent, a més, finalista de la Copa d'Europa els anys 1971, 1974 i 1989.

## Adreça del club
Hotel Marriott Grand Offices Bulevardul 13 Septembrie, Nr. 90 Sector 5, Bucarest, RomaniaTel.: +40 (0)21 4034250 Fax: +40 (0)21 4034252